# Gonatodes taniae
Gonatodes taniae är en ödleart som beskrevs av  Roze 1963. Gonatodes taniae ingår i släktet Gonatodes och familjen geckoödlor. Inga underarter finns listade i Catalogue of Life.